# Kalli (Koonga)
Kalli – wieś w Estonii, w prowincji Parnawa, w gminie Koonga.